# شیرحصار (میان ولایت)
شیرحصار روستایی در دهستان میان ولایت بخش مرکزی شهرستان مشهد استان خراسان رضوی ایران است.

## جمعیت
بر پایه سرشماری عمومی نفوس و مسکن در سال ۱۳۹۵ جمعیت این روستا ۳۲۷ نفر (۹۲خانوار) بوده‌است.